# André Jungen
André Jungen (* 3. März 1968) ist ein ehemaliger Schweizer Skilangläufer.

## Werdegang
Jungen, der für den SC Adelboden startete, trat erstmals in der Saison 1989/90 in Erscheinung. Dabei holte er bei den Schweizer Meisterschaften 1990 überraschend über 50 km Freistil seinen ersten Meistertitel. In der folgenden Saison siegte er in Maloja über 15 km Freistil und beim Alpencup in Le Brassus über 30 km Freistil und wurde daraufhin für die nordischen Skiweltmeisterschaften 1991 im Val di Fiemme nominiert. Dort holte er mit dem 12. Platz über 50 km Freistil seine einzigen Weltcuppunkte und wurde dort zudem Siebter mit der Staffel. Anfang April 1991 triumphierte er erneut bei den Schweizer Meisterschaften über 50 km Freistil. Im folgenden Jahr kam er auf den zweiten Platz bei den Schweizer Meisterschaften über 50 km Freistil und lief bei den Olympischen Winterspielen in Albertville auf den 49. Platz über 10 km klassisch, auf den 47. Rang über 50 km Freistil und auf den 31. Platz in der Verfolgung. Auch in der Saison 1992/93 errang er bei den Schweizer Meisterschaften den zweiten Platz über 50 km Freistil und belegte bei den nordischen Skiweltmeisterschaften in Falun den 46. Platz über 50 km Freistil. In der Saison 1993/94 nahm er an Worldloppetrennen teil. Dabei wurde er Zweiter beim American Birkebeiner und belegte zum Saisonende den zweiten Platz in der Gesamtwertung. In der folgenden Saison errang er den dritten Platz beim Dolomitenlauf, den zweiten Platz beim Marcialonga und siegte beim American Birkebeiner sowie beim Engadin Skimarathon und belegte zum Saisonende den zweiten Platz in der Worldloppet-Gesamtwertung. Zudem gewann er in der Saison den Marathon des Neiges Franco-Suisse über 42 km Freistil und den Ybriger Volksskilauf über 30 km Freistil und errang damit den zweiten Platz in der Suisse-Loppet-Gesamtwertung. Anfang April 1995 wurde er zum dritten Mal Schweizer Meister über 50 km Freistil. In der folgenden Saison gewann er den Kangaroo Hoppet und die Gesamtwertung des Suisse-Loppets. In der Saison 1996/97 errang er den zweiten Platz und in der Saison 1997/98 den vierten Platz in der Gesamtwertung des Suisse-Loppets.

## Teilnahmen an Weltmeisterschaften und Olympischen Winterspielen

### Olympische Winterspiele
- 1992 Albertville: 31. Platz 15 km Verfolgung Freistil, 47. Platz 50 km Freistil, 49. Platz 10 km klassisch

### Nordische Skiweltmeisterschaften
- 1991 Val di Fiemme: 7. Platz Staffel, 12. Platz 50 km Freistil
- 1993 Falun: 46. Platz 50 km Freistil